# Shahi Hammam

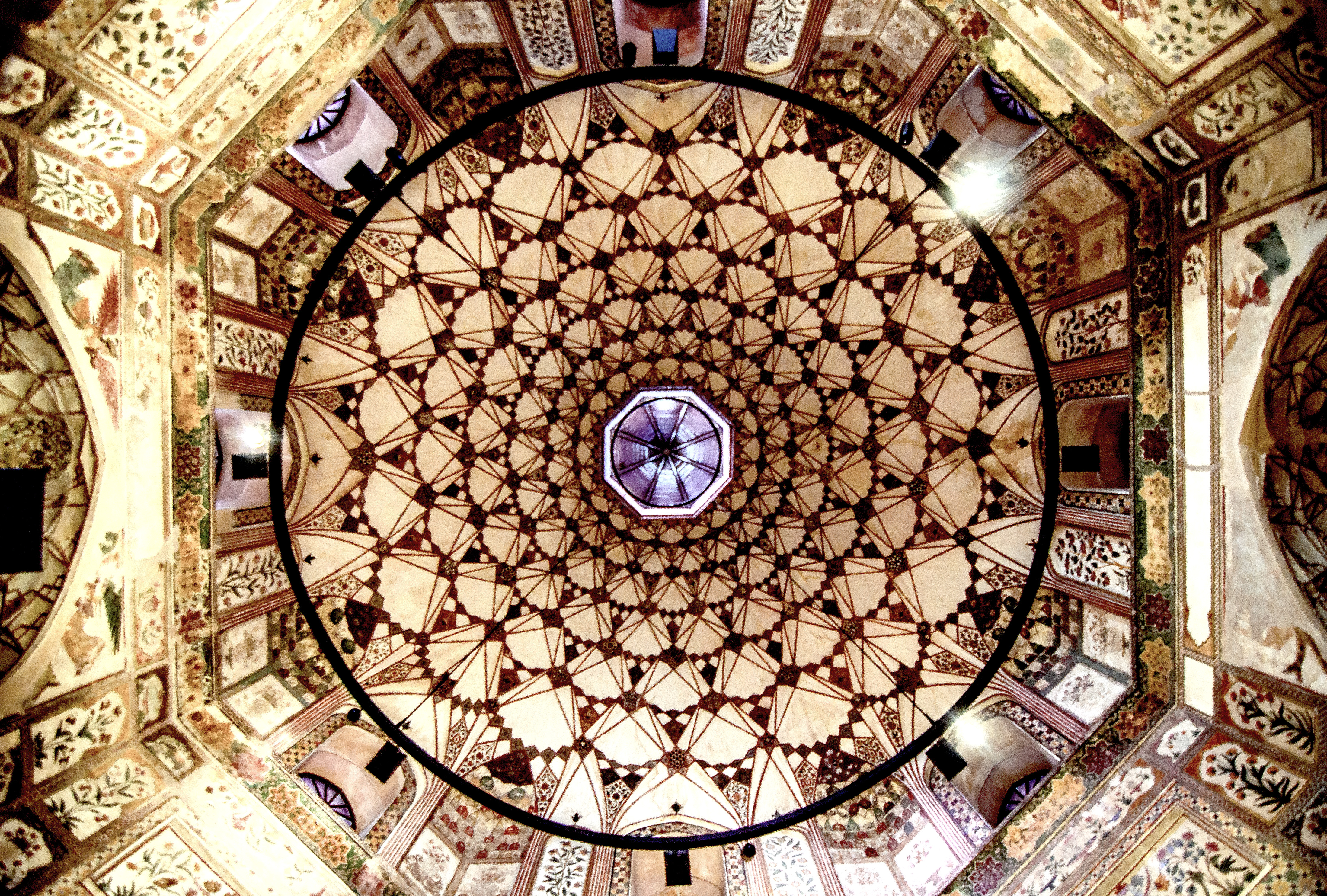
Frescos en el domo han sido restaurados y preservados.

Shahi Hammam (en Urdú شاہی حمام; "Baños reales"), comúnmente denominado Wazir Khan Hammam, es un baño de estilo persa cinstruido en Lahore, Pakistan, en 1635 durante el reinado del emperador Shah Jahan. Fue construido por el médico jefe de la Corte mogol, Ilam-ud-din Ansari, que era ampliamente conocido como el Wazir Khan. Los baños fueron construidos para servir de  waqf, u óbolo para el mantenimiento de la Mezquita Wazir Khan.
Los baños, que ya no se utilizan como hammam, fueron restaurados entre 2013 y 2015 por el Centro Aga Khan para la Cultura y la Autoridad de la Ciudad Amurallada de Lahore, con gran parte de la financiación aportada por el gobierno de Noruega. El proyecto de restauración recibió el Premio al Mérito de la UNESCO en 2016 por la exitosa conservación del hammam, que le devolvió su "antigua prominencia."

## Ubicación
El Shahi Hammam se encuentra en la ciudad amurallada de Lahore, a pocos pasos de la Puerta de Delhi. El Shahi Hammam es el último hammam de la época mogol que queda en Lahore.

## Antecedentes
Durante la época mogol, se introdujeron los hammams de estilo persa, aunque nunca alcanzaron los mismos niveles de popularidad en el Imperio mogol que en Persia.

## Historia
El Shahi Hammam fue construido en 1635 por Ilam-ud-din Ansari, gobernador de Lahore, como parte de una dotación que incluía la Mezquita de Wazir Khan. Los baños cayeron en desuso en el siglo XVIII, durante el declive y la caída del Imperio mogol. A partir de la época británica, el edificio se utilizó para diferentes fines: como escuela primaria, dispensario y centro de recreo, así como oficina del municipio local. Además, se construyeron tiendas en las fachadas norte, oeste y sur del edificio.
Las excavaciones realizadas como parte de las obras de restauración finalizadas en 2015 revelaron que partes sustanciales del edificio habían sido demolidas anteriormente, probablemente para dar paso a la reconstrucción del edificio de la Puerta de Delhi en la década de 1860.

## Disposición

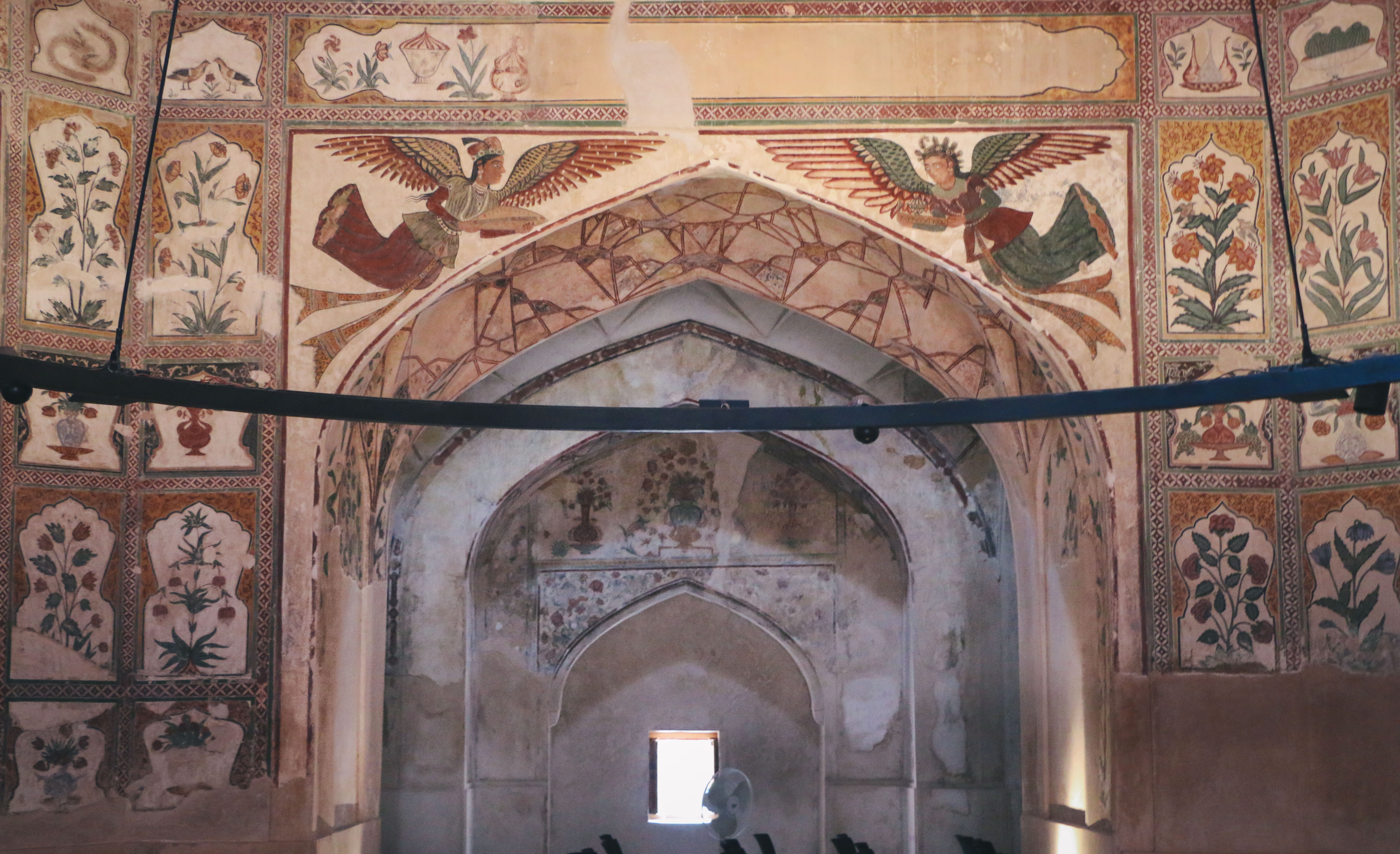
Paredes adornadas con frescos en la era mogol que aun se encuentran intactos.

El hammam consistía de tres partes: el jama khana (zona de vestirse), nim garm (baños calientes), y garm (baños calientes). Los baños estaban segregados por género, y tenían un sector de recepción y una pequeña sala para rezar.

### Arquitectura
De acuerdo con la tradición persa, los baños estaban iluminados por la luz del sol que se filtraba a través de varias aberturas en el techo del baño, lo que también ayudaba a la ventilación. La mayor parte del interior del hammam se conservó intacta, y se han conservado varios frescos de la época mogol. Como la fachada tenía pocas ventanas, se permitía que las tiendas mercantiles funcionaran a lo largo de los muros exteriores del hammam.

## Galería

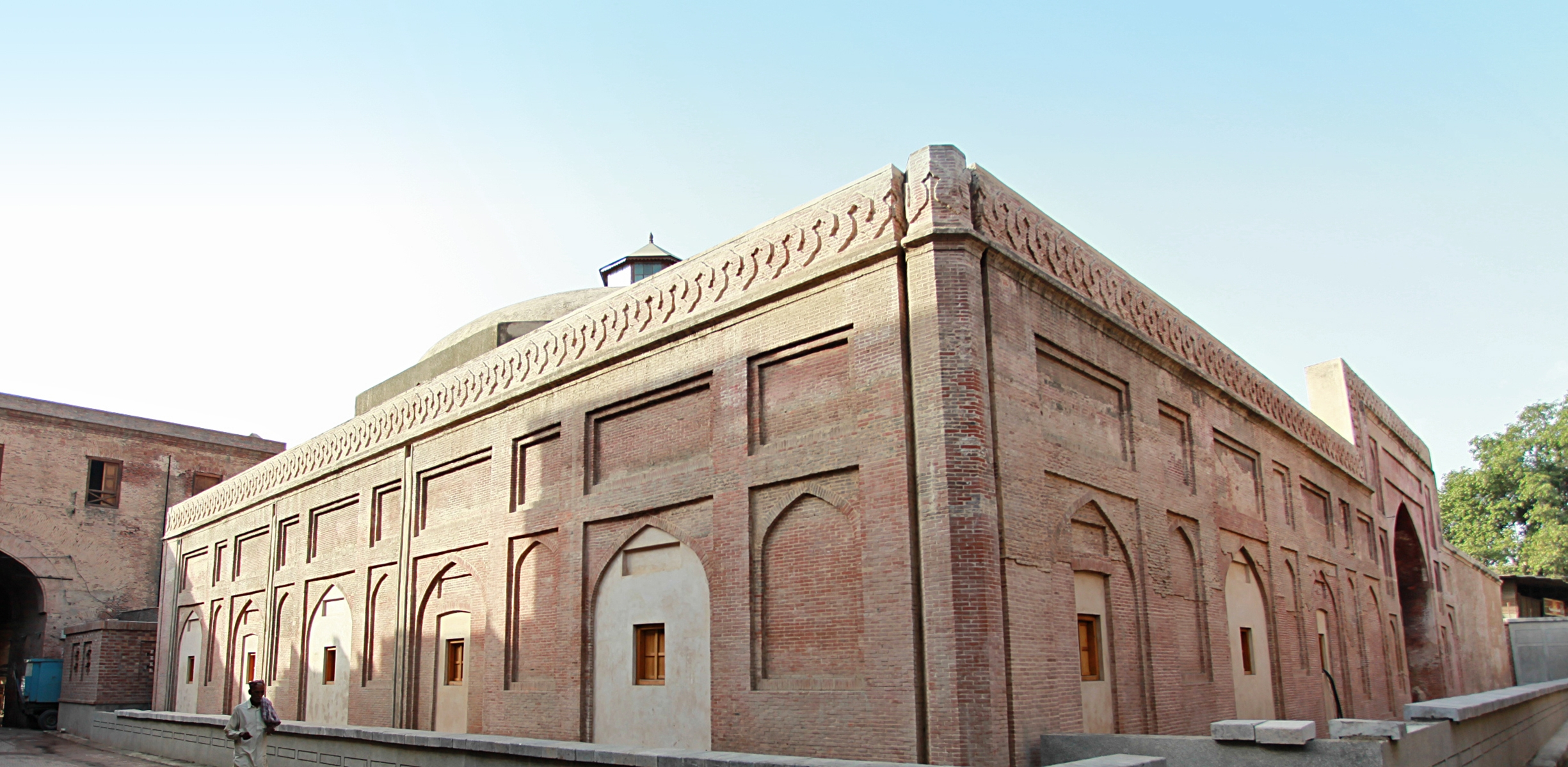
El exterior de los baños ha sido restaurado
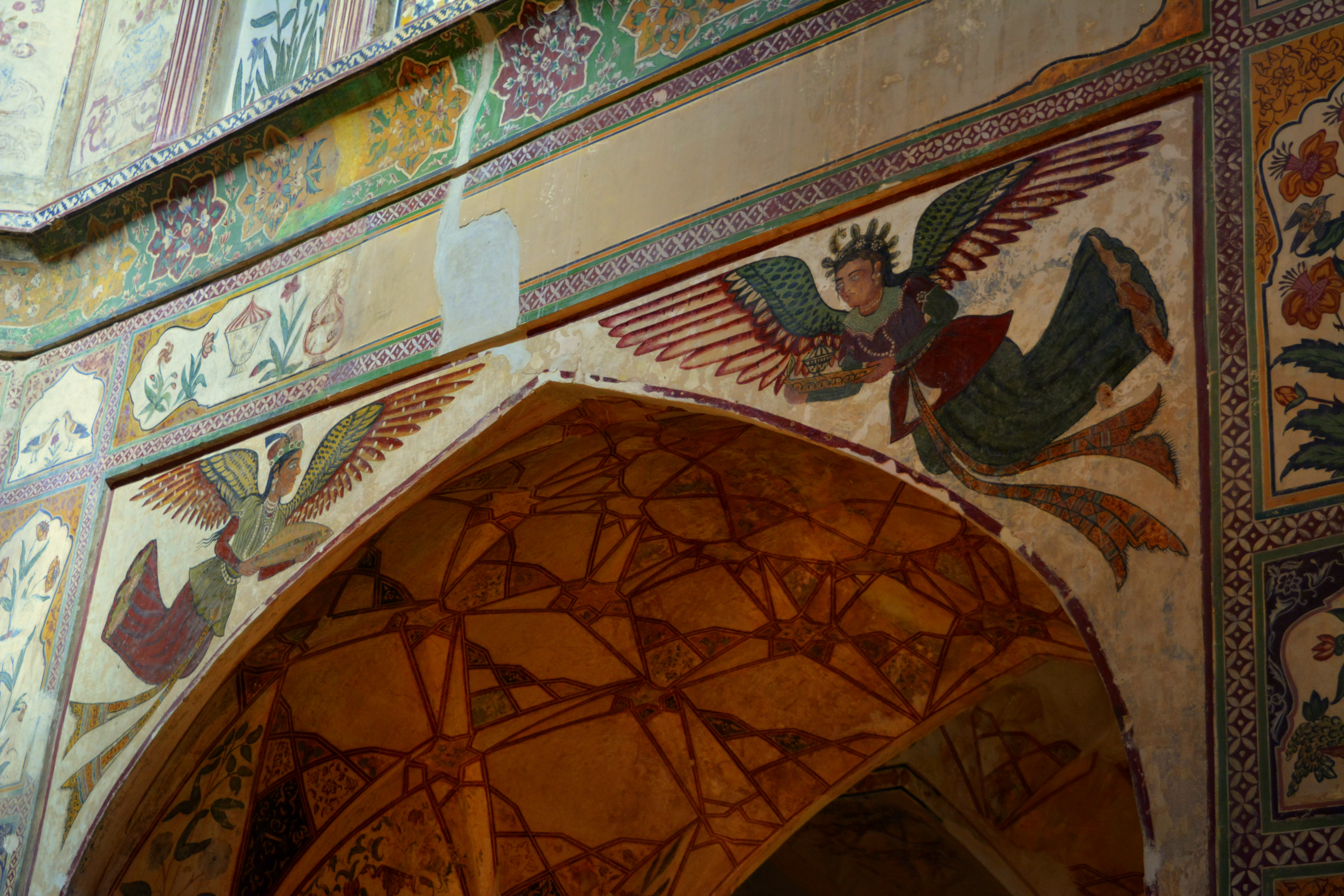
Los baños poseen frescos que muestran ángeles alados
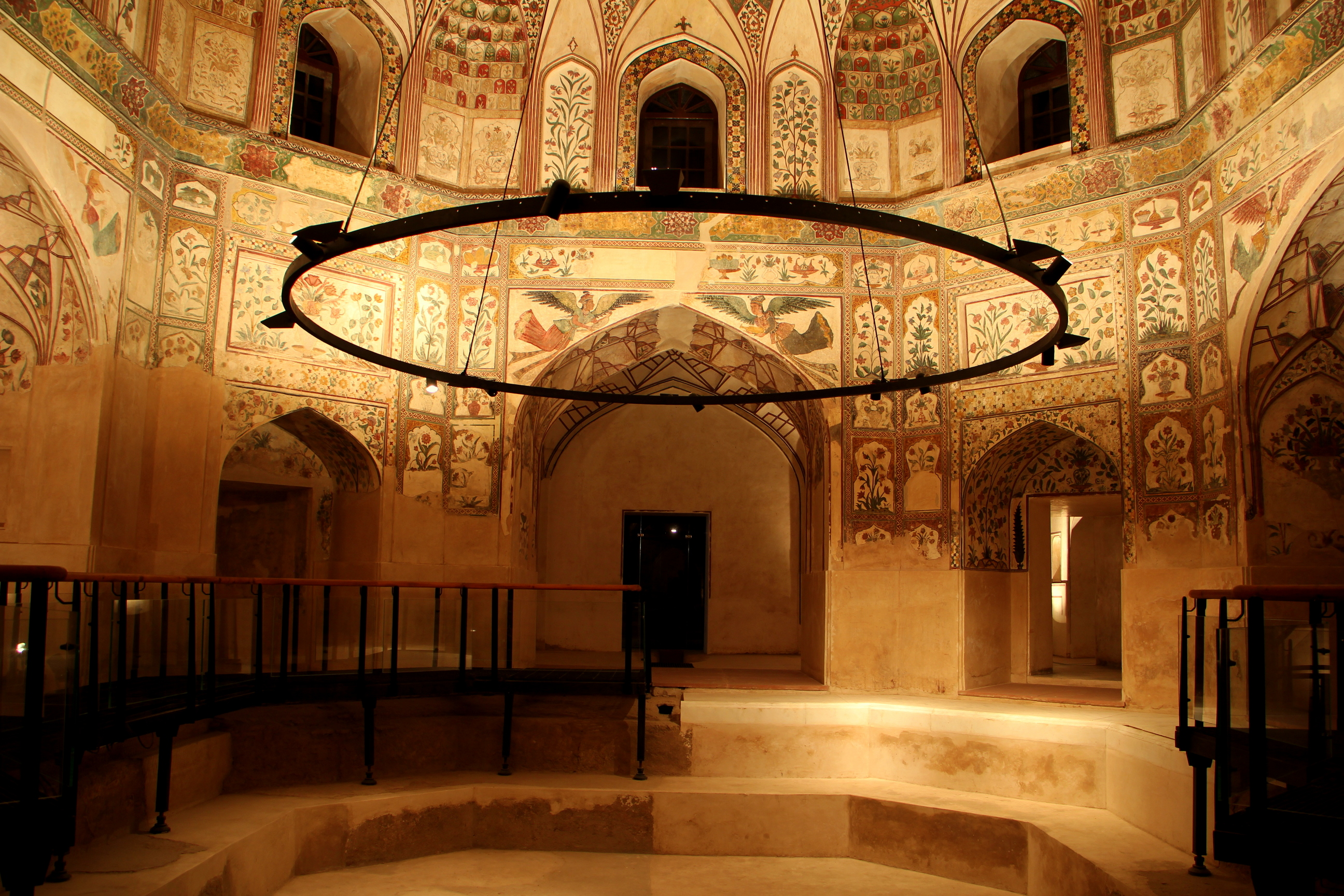
La cámara fría de los baños se encuentra decorada con frescos muy elaborados
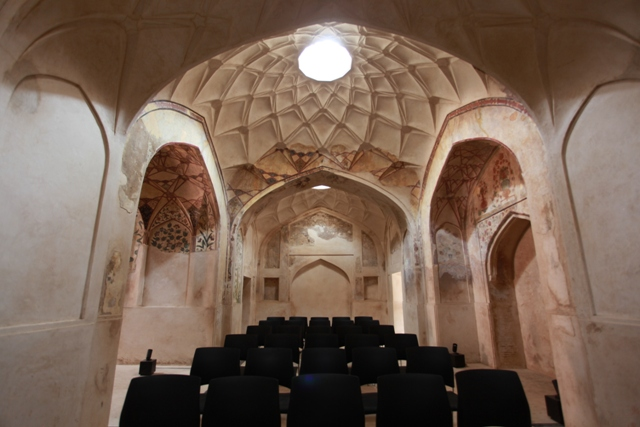
Los recintos laterales se utilizan como un auditorio
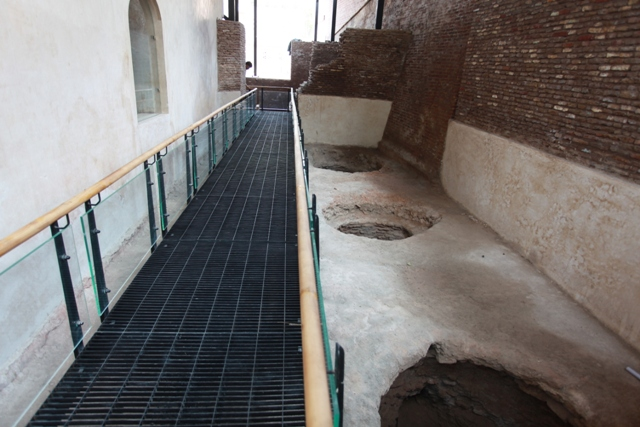
Se han construido pasarelas elevadas para evitar dañar el sitio restaurado
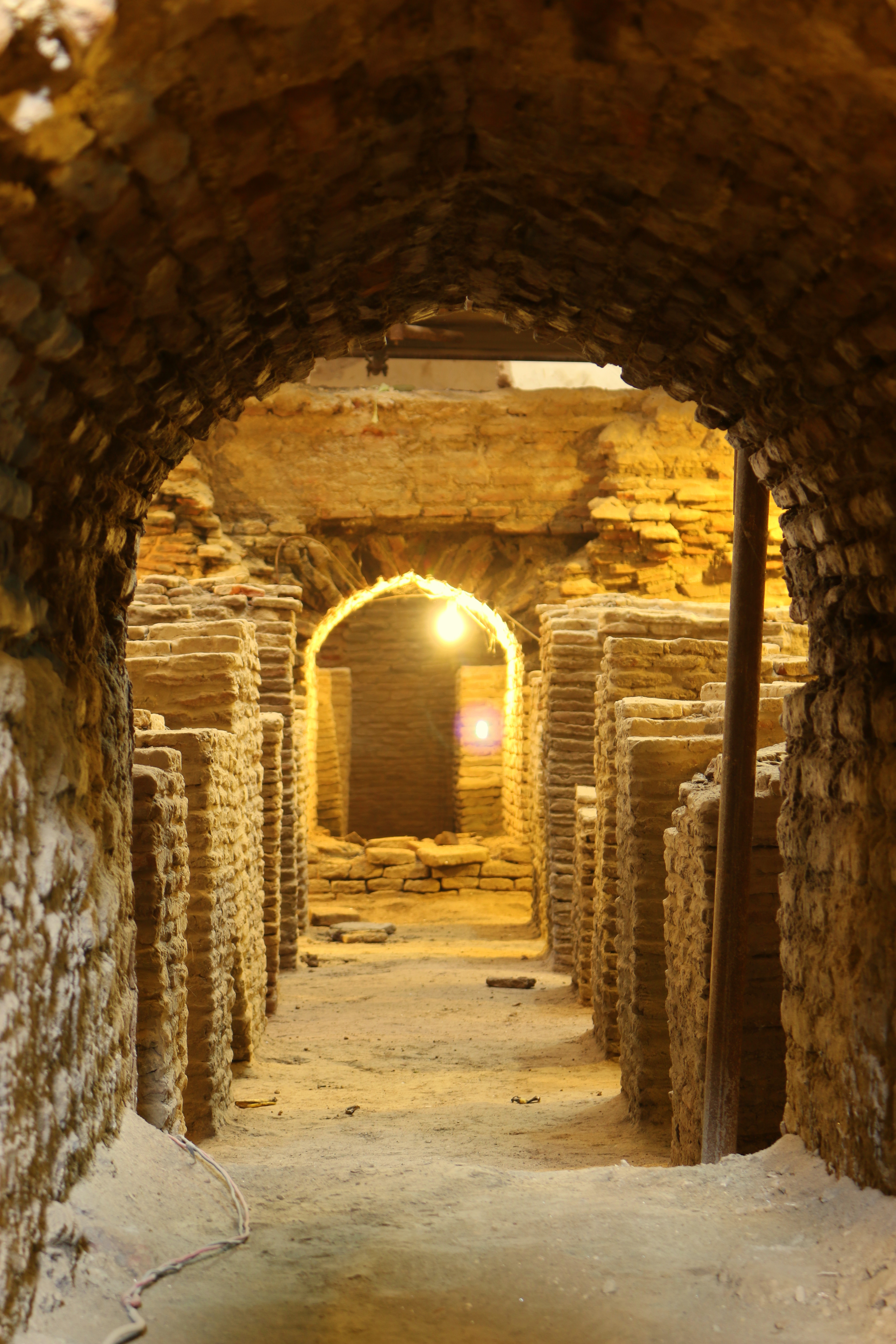
Los niveles inferiores de los baños han sido expuestos
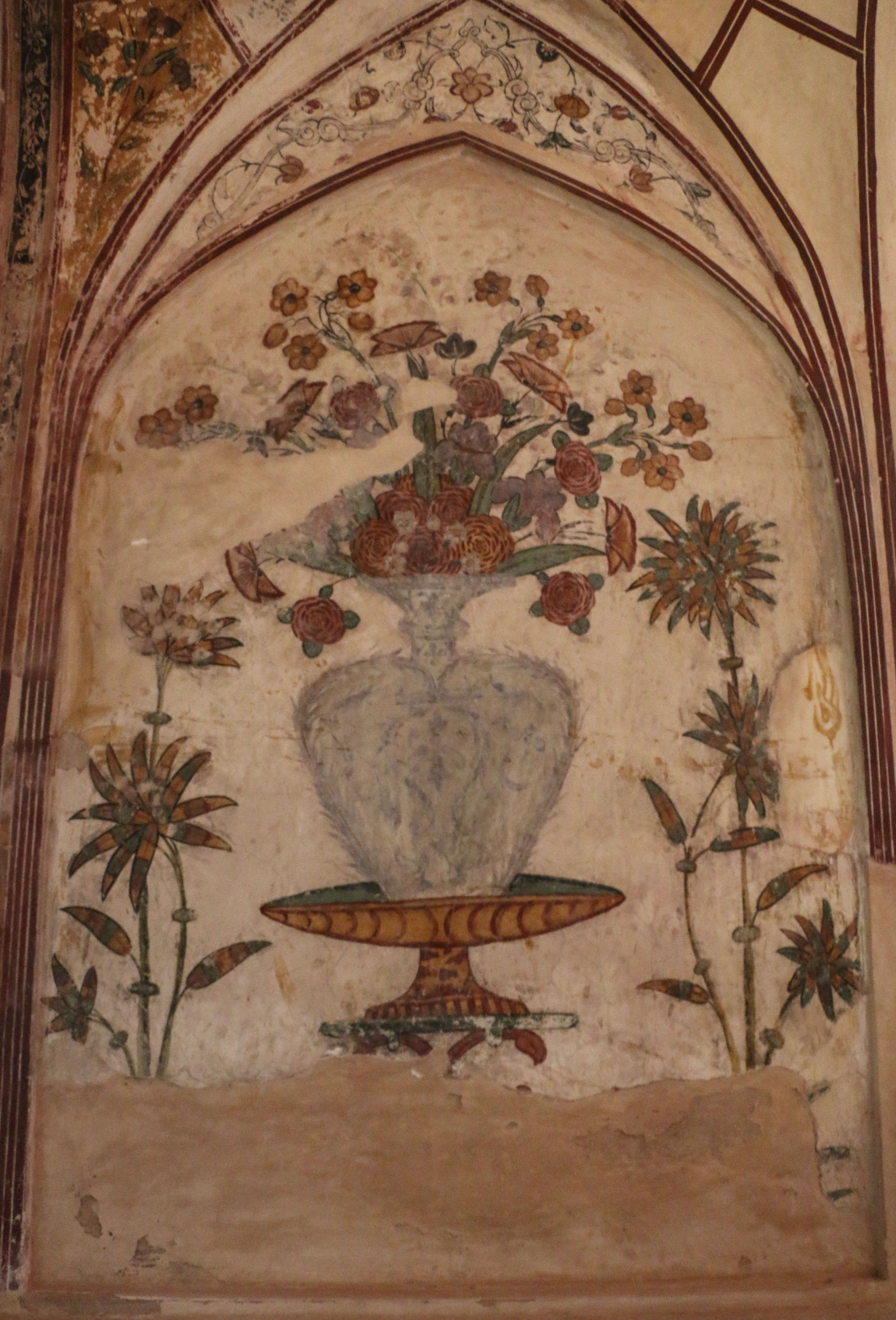
Ejemplo de los frescos de los baños
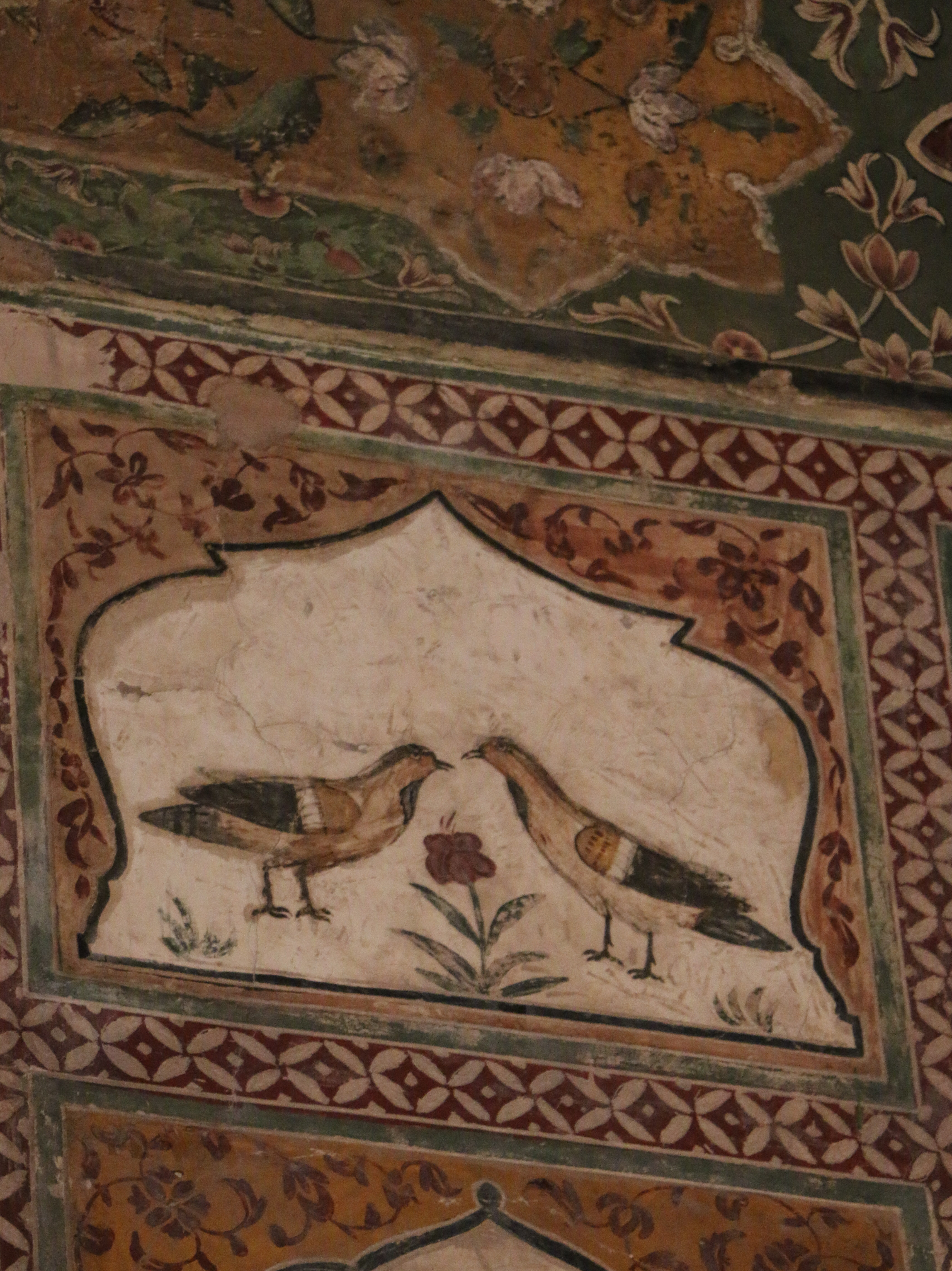
Ejemplo de los frescos de los baños
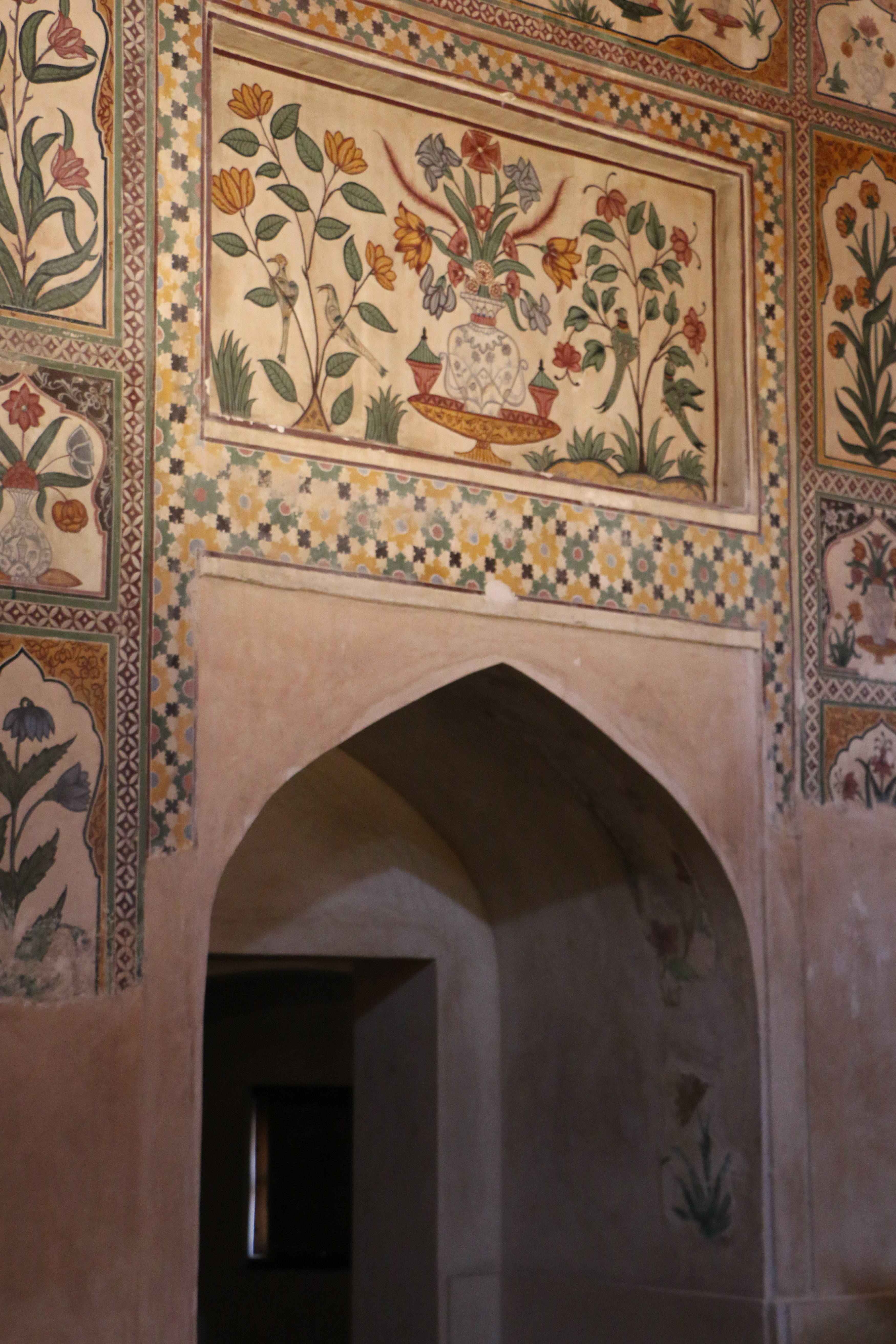
Ejemplo de los frescos de los baños
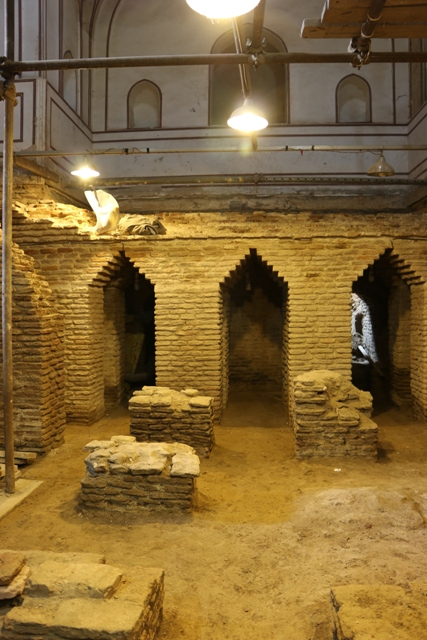
Hipocaustos
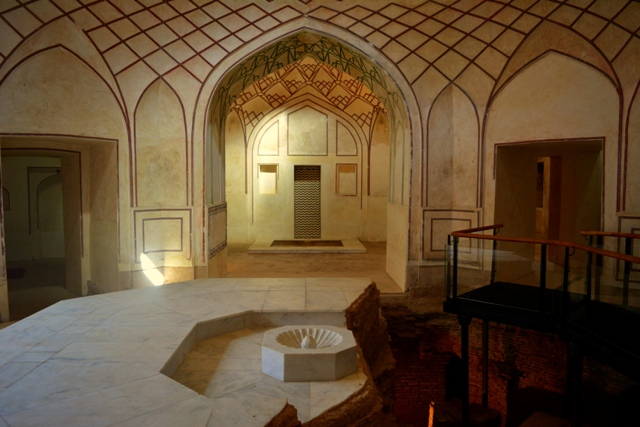
Los baños de vapor poseen decoraciones más recatadas
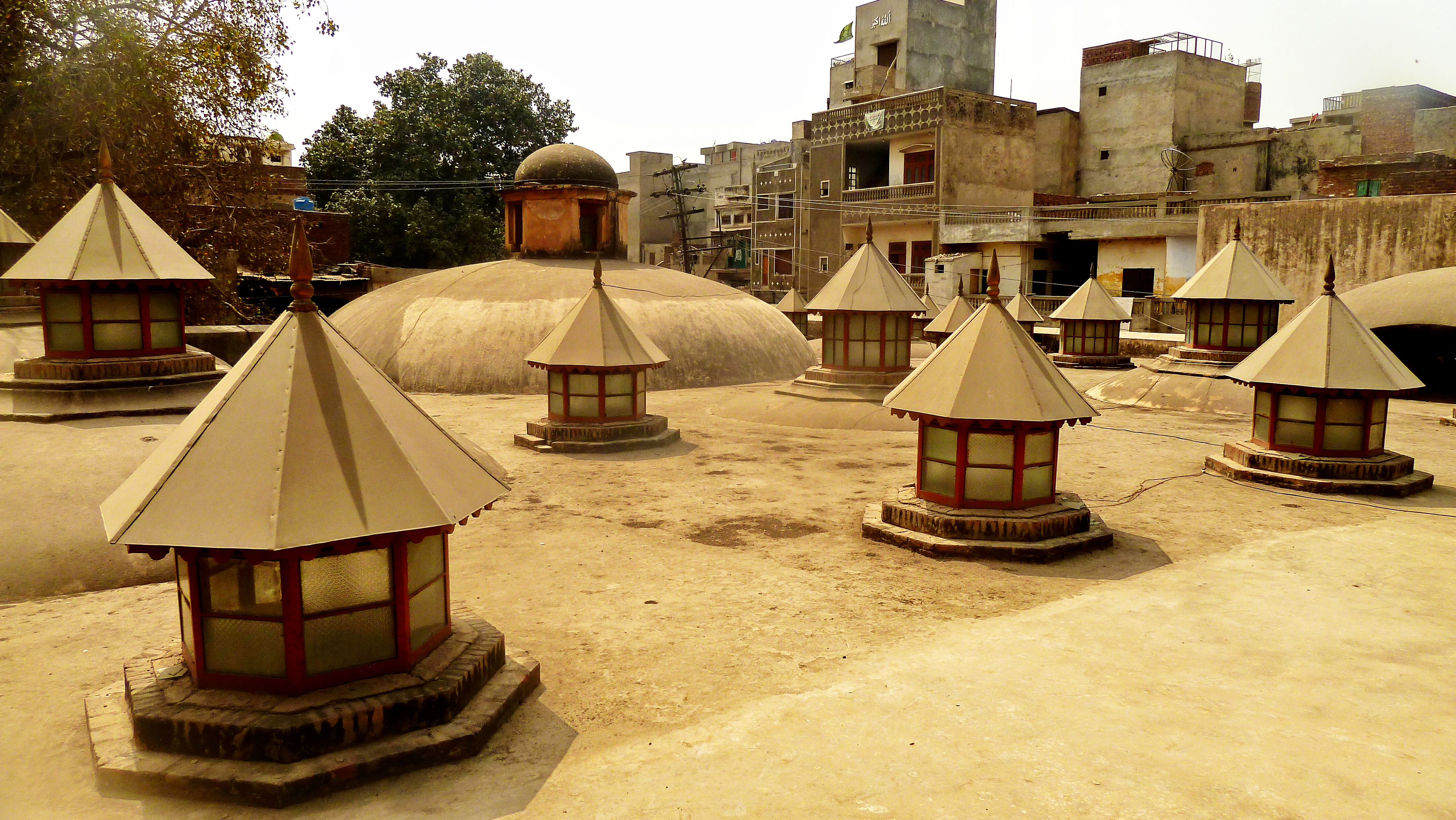
Domo y tomas de ventilación en el techo de Shahi Hammam
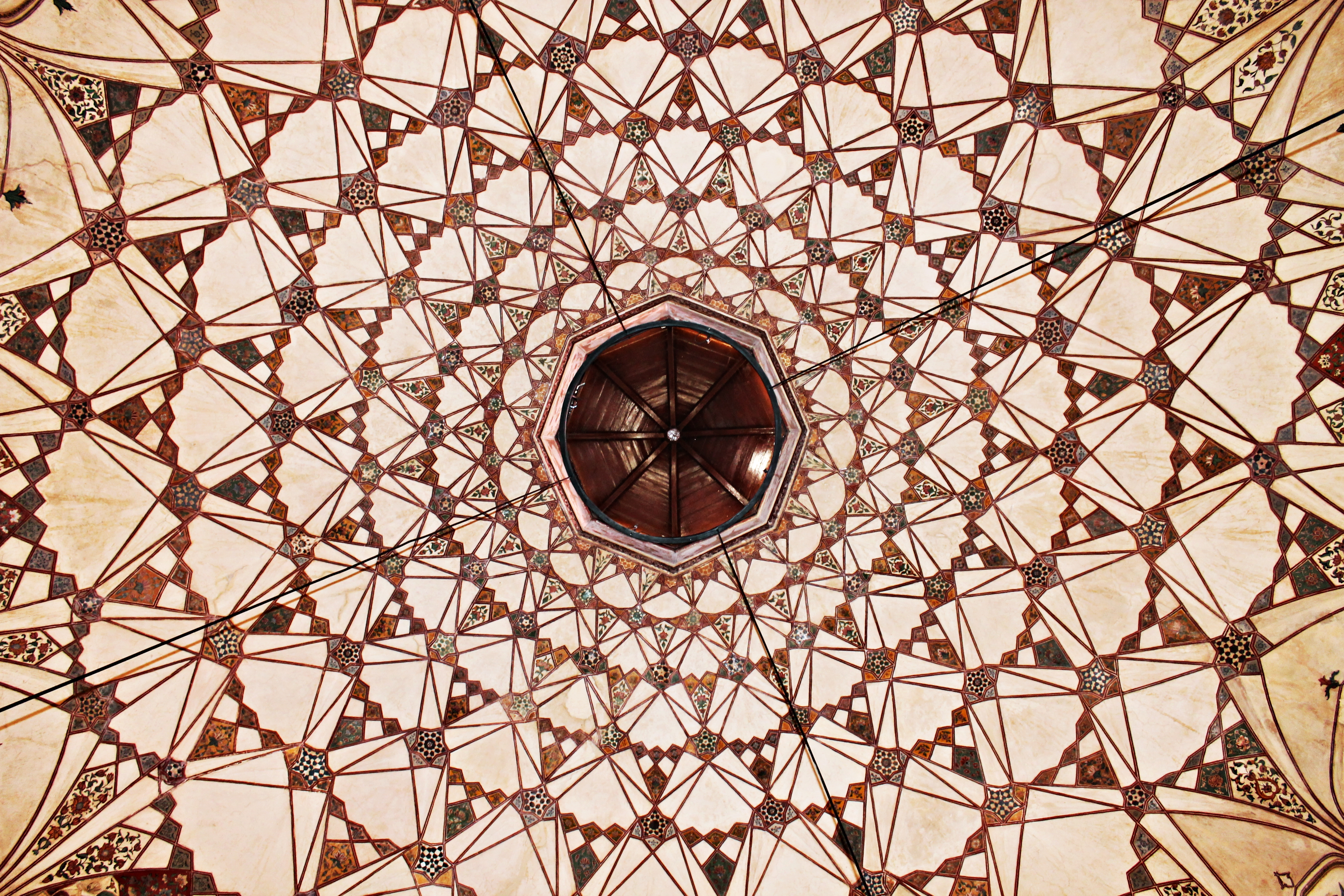
El domo central de la cámara fría posee frescos geométricos
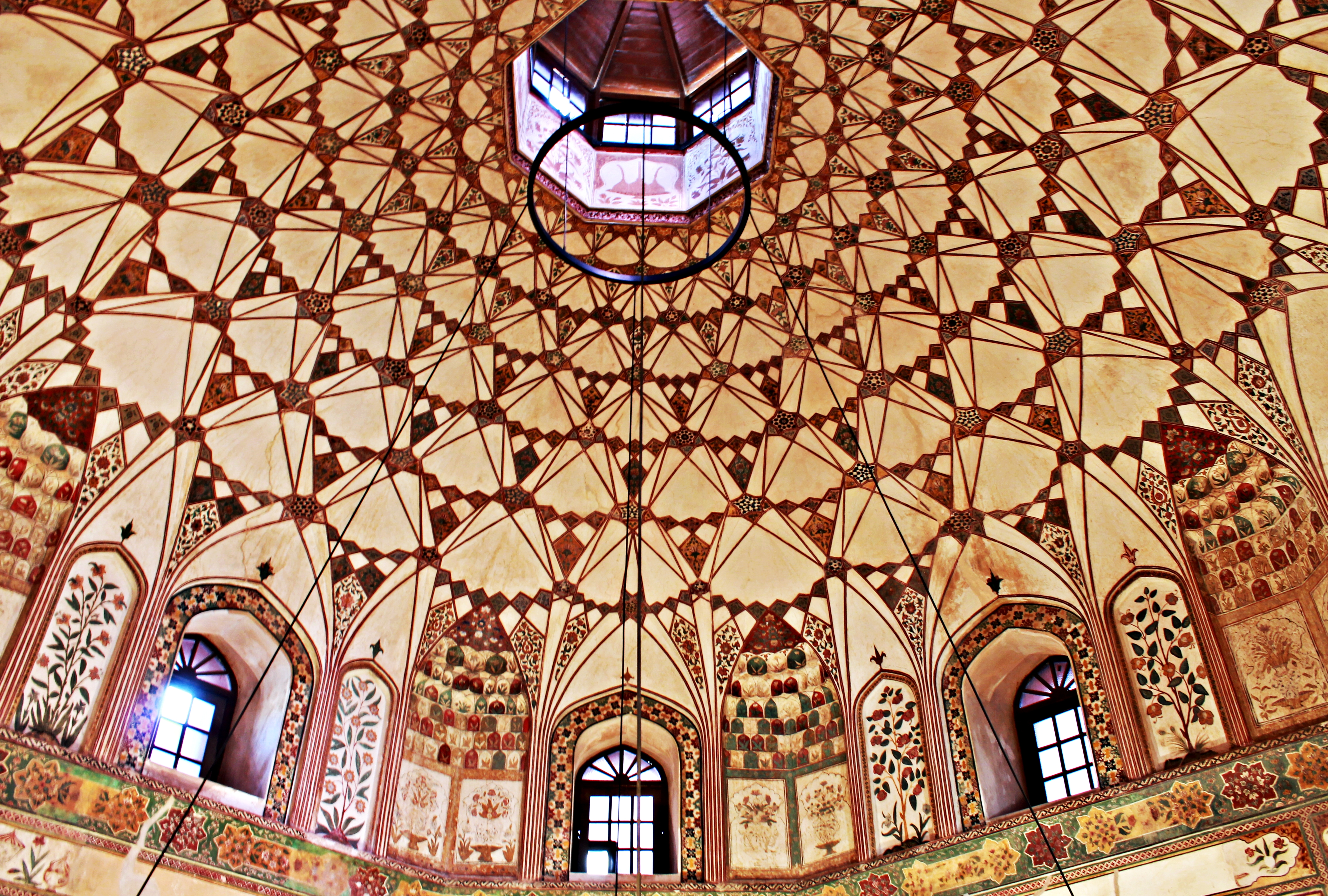
El domo central de la cámara fría posee frescos con motivos geométricos
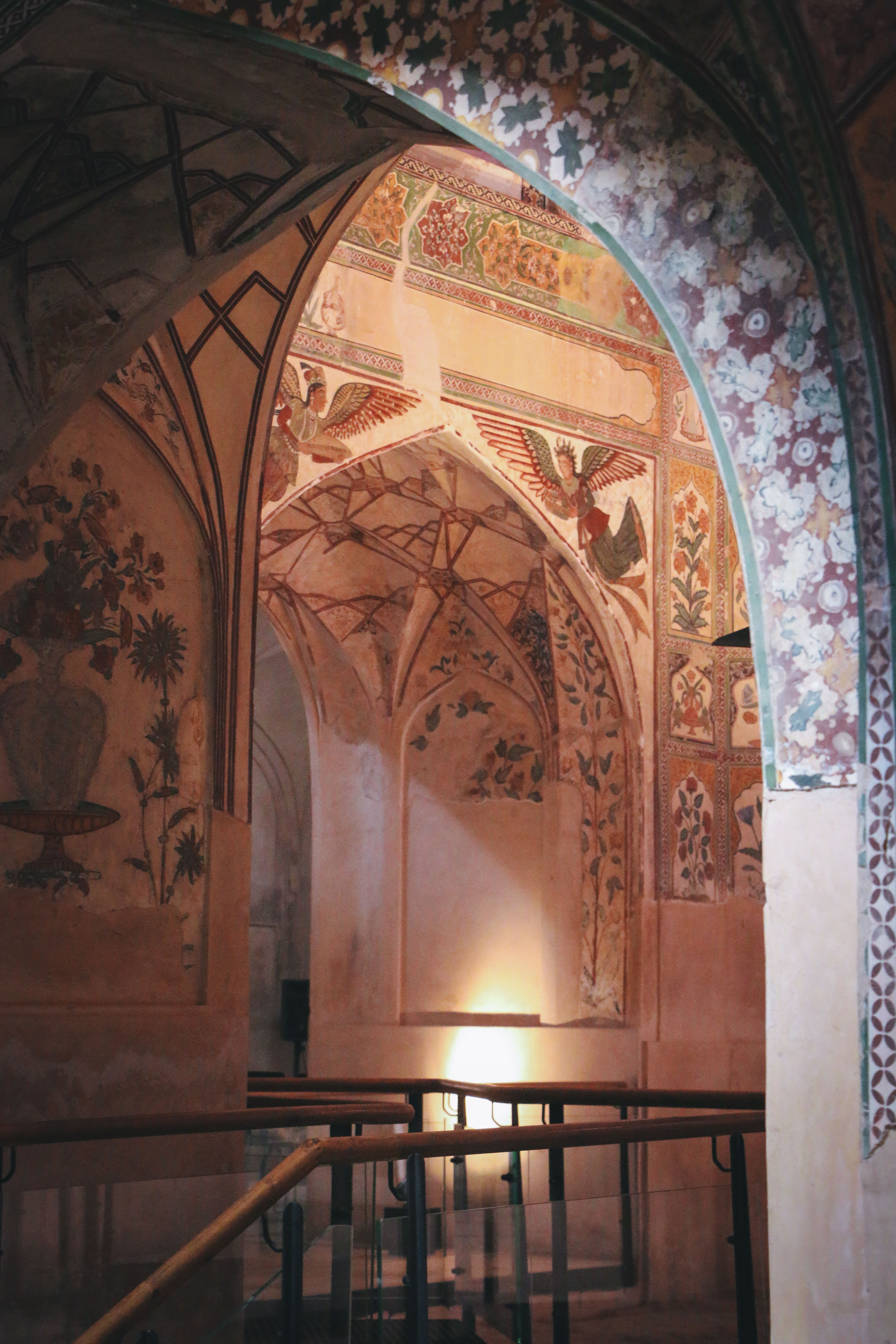
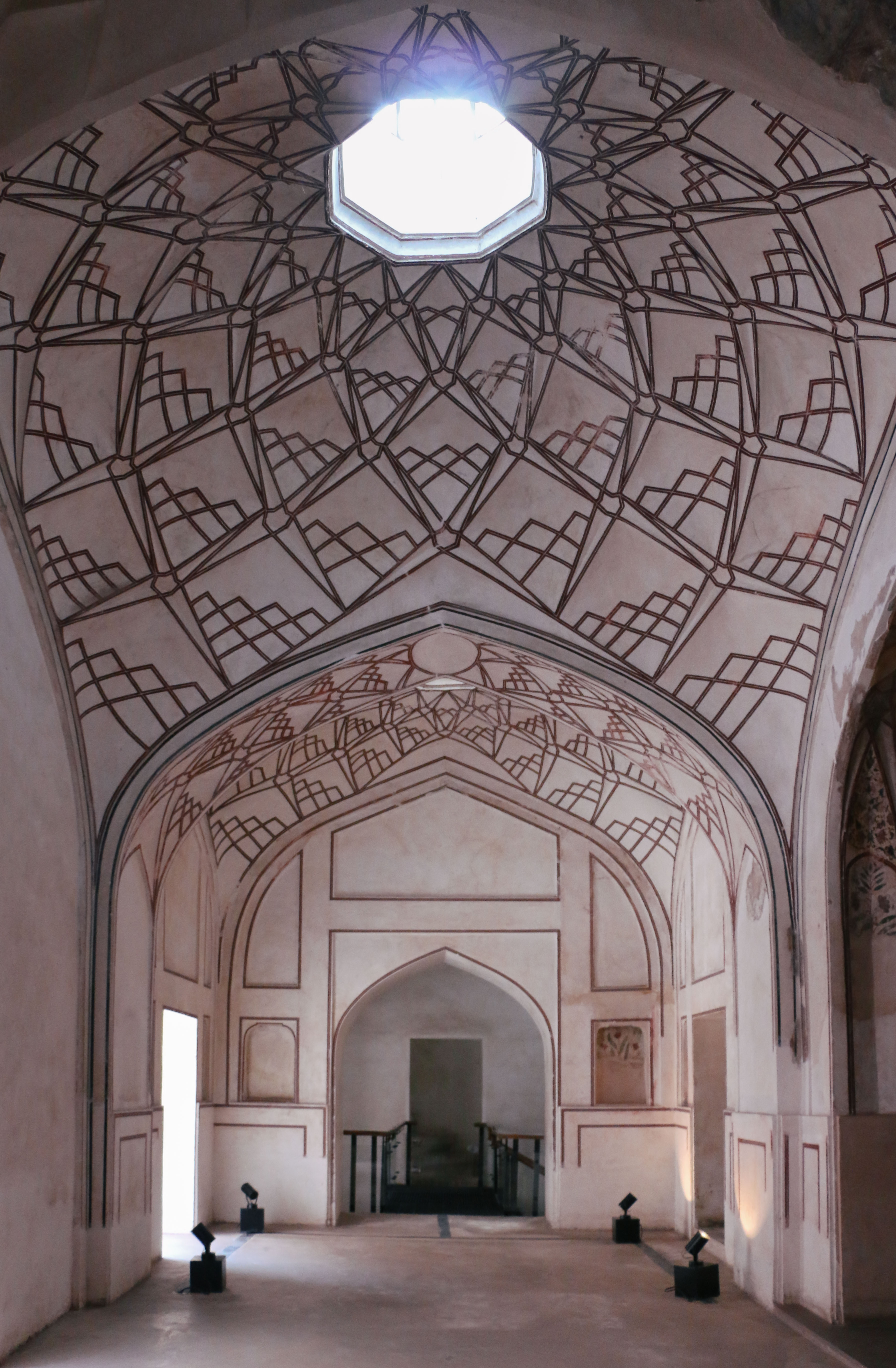
Los recintos laterales también tenían sus cieloradsos decorados con diseños geométricos